# Cachorro-do-mato-de-orelhas-curtas
O cachorro-do-mato-de-orelhas-curtas (nome científico: Atelocynus microtis) ou raposa-de-orelhas-pequenas, é um mamífero da família Canidae que ocorre em parte da América-do-sul. Pouco se sabe sobre esta rara espécie, seus hábitos e distribuição, por ser muito difícil de ser avistada.
Duas subespécies são conhecidas:
- Atelocynus microtis microtis
- Atelocynus microtis sclateri

## Caracterização
Mede aproximadamente 35 cm de altura e entre 42 a 100 cm de comprimento, pesando aproximadamente 10 kg quando adulto.[carece de fontes?] Sua cauda possui 30 cm. Suas orelhas medem de 3 a 5 cm.
As fêmeas são até um terço maiores que os machos. Expectativa de vida e tempo de gestação são desconhecidos.
Sua coloração comum é marrom-escuro, com tonalidades brancas mesclada, com exceção da cauda, que é de cor preta. Na parte superior das costas e da cauda, existe uma faixa escura e uma mecha de cor clara na parte inferior da base da cauda.

## Distribuição e habitat
É naturalmente encontrado da Colômbia até a Bolívia e do Equador até a região norte do Brasil, passando pelo Peru. No Brasil, entretanto, registros da espécie já foram confirmados a partir de um pouco mais ao leste do Pará e no Amazonas. No nordeste há avistamentos históricos não confirmados, onde a espécie é conhecida como gaxite ou guará. Sua presença foi sugerida na Venezuela por Hershkovitz (1961), porém nunca confirmada. Várias hipóteses para esta espécie foram publicadas, indicando a presença da espécie ao longo de toda Floresta Amazônica e também nas Florestas dos Andes e em regiões de Savana.
A espécie foi registrada em uma ampla variedade de habitats de várzea, incluindo a floresta terra firme, pântanos, plantações de bambu e sucessão ao longo de rios, demonstrando enorme adaptabilidade. Registros são raros em áreas de perturbação humana como perto de cidades ou em zonas agrícolas. Não é certamente descrito que este animal seja capaz de habitar além de locais úmidos e várzeas florestais.
A provável diminuição de sua população é, em teoria, atribuída a doenças adquiridas de cães domésticos. Acredita-se que sua população esteja em processo de recuperação.

## Hábitos
Possui hábitos solitários e só procura um parceiro na época do acasalamento. O macho é dotado de uma glândula anal que produz uma secreção com cheiro forte que é utilizada para marcar seu território.
Evita contato humano.

## Dieta
É um animal essencialmente carnívoro. Sua dieta é composta por peixes, insetos, pequenos mamíferos, anfíbios, aves, répteis e frutas.

## Galeria

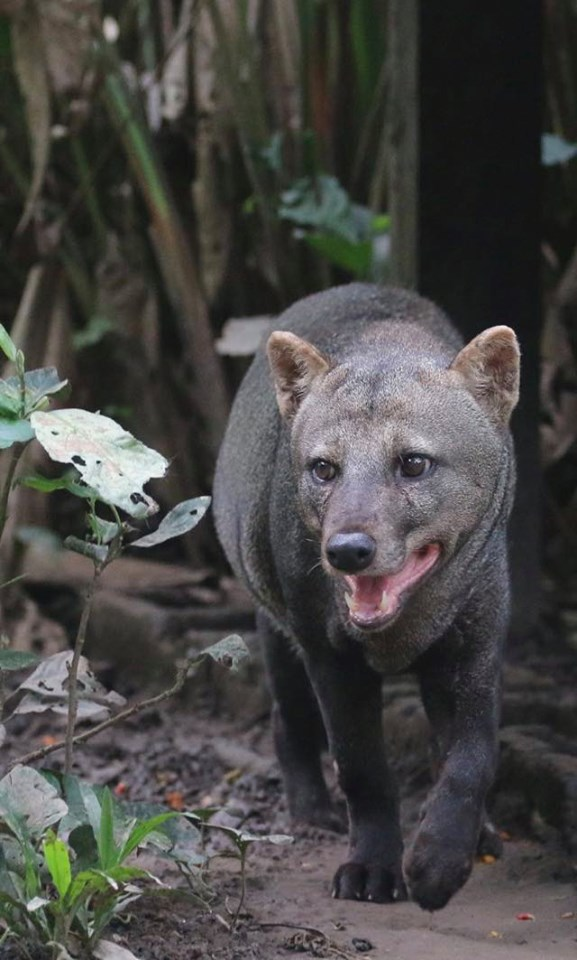
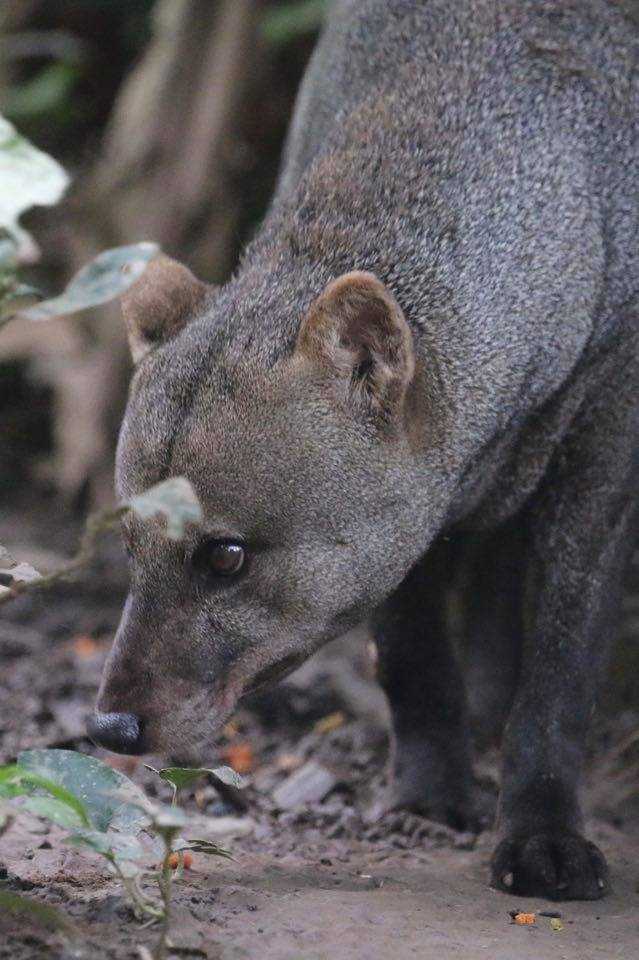
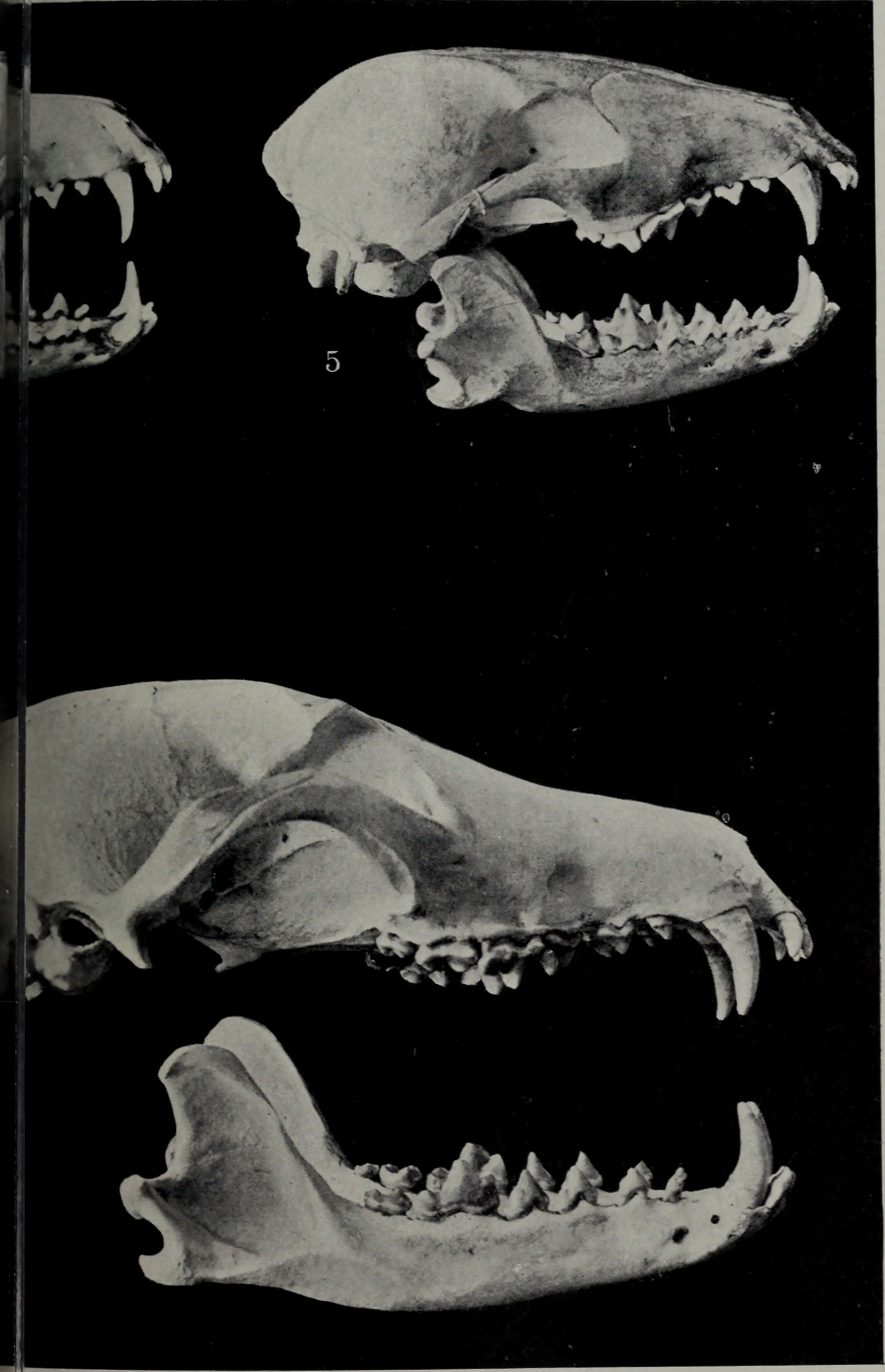
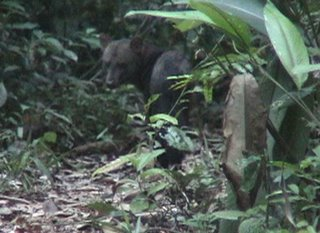
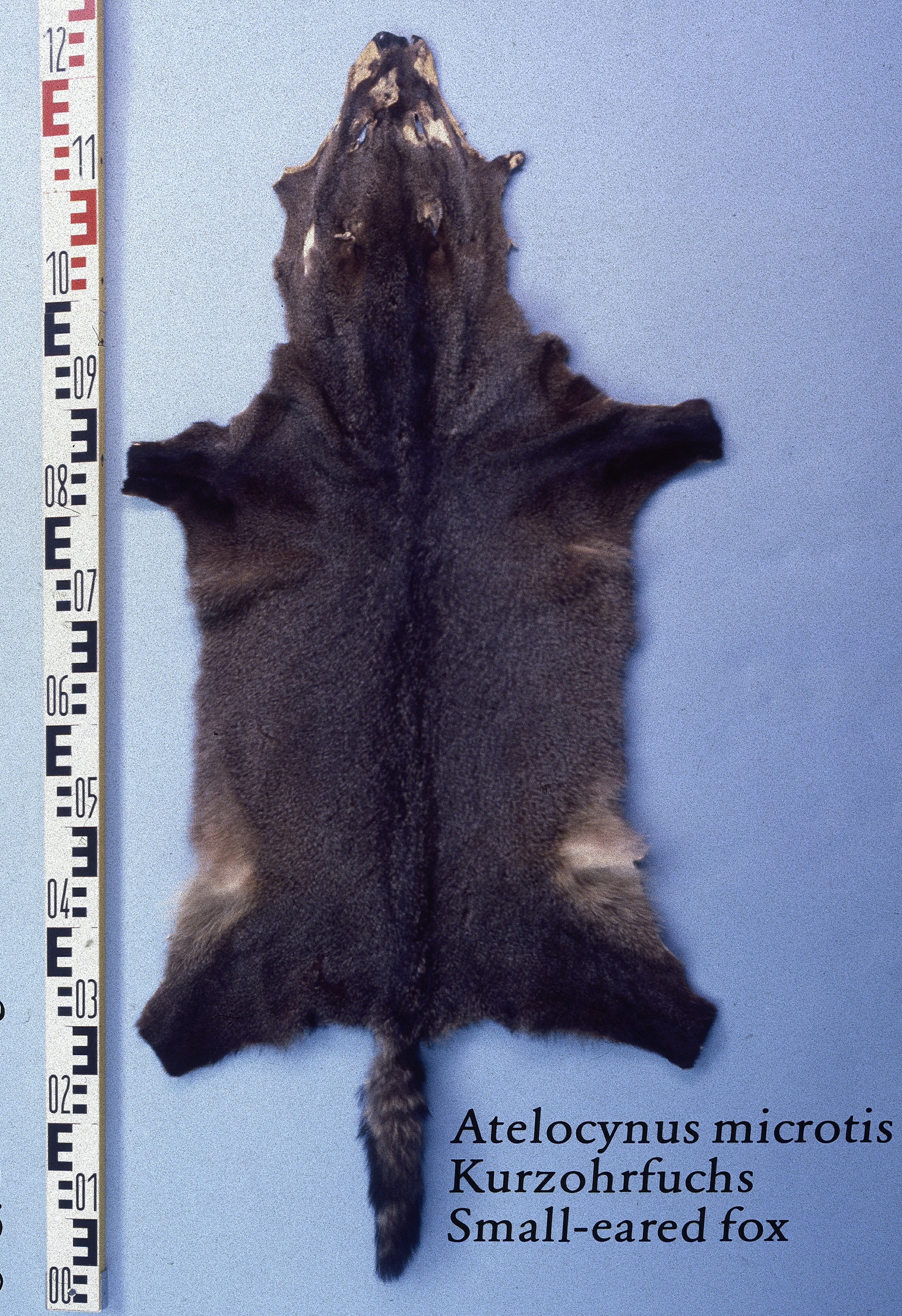
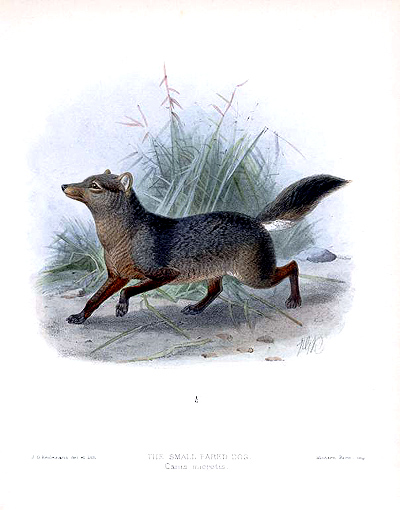